# Приморский участок (Хайфа)
Земе́льный уча́сток в Хайфе (известный также как «Приморский участок») — одно из владений Российской империи на Святой земле. Приобретён в 1864 году русским консульским агентом Константином Аверино по поручению Палестинского комитета.

## История
С начала приобретения земельного участка возникли проблемы с владельцами соседних участков, которые были решены только к 1896 году в результате судебного решения. С 1889 года Приморский участок передаётся от Палестинской комиссии — Императорскому православному палестинскому обществу.
По решению Совета Общества в 1912 году при активном содействии управляющего подворьями ИППО в Палестине П. И. Ряжского и русского вице-консула в Хайфе П. П. Секретарева начинается обустройство участка.
Участок ориентировался на торгово-хозяйственное использование и внедрение в экономическую жизнь города Хайфы. В 1913 году на участке был построен двухэтажный дом по проекту местного архитектора Барского. Здание было разрушено во время арабо-израильской войны 1948 года. Приморский участок в Хайфе был продан советским правительством государству Израиль по так называемой «Апельсиновой сделке». Законность сделки остаётся спорной. Идут переговоры о возвращении Русского подворья и другой недвижимости России.